# Lijst van Tweede Kamerleden 1884-1886
Lijst van Tweede Kamerleden 1884-1886 geeft een overzicht van de leden van de Nederlandse Tweede Kamer in de periode tussen de algemene verkiezingen van 1884 en de algemene verkiezingen van 1886. De zittingsperiode van de Tweede Kamer ging in op 17 november 1884 en eindigde op 17 mei 1886 door ontbinding van de Tweede Kamer.
De Tweede Kamer telde 86 leden, die gekozen werden in 43 districten. Zij werden gekozen voor een termijn van vier jaar; om de twee jaar werd de helft van de Tweede Kamer vernieuwd.
| Naam                                        | partij/groepering | district         | begindatum        | einddatum        | refs   |
| ------------------------------------------- | ----------------- | ---------------- | ----------------- | ---------------- | ------ |
| Jan van Alphen                              | ARP               | Almelo           | 8 december 1884   | 17 mei 1886      | [ 2 ]  |
| Herman des Amorie van der Hoeven            | schaepmannianen   | Breda            | 17 november 1884  | 18 juni 1885     | [ 3 ]  |
| Titus van Asch van Wijck                    | ARP               | Zwolle           | 17 november 1884  | 17 mei 1886      | [ 4 ]  |
| Eilard Attema                               | liberalen         | Dokkum           | 17 november 1884  | 1 augustus 1885  | [ 5 ]  |
| Frederik van Aylva van Pallandt             | ARP               | Tiel             | 17 november 1884  | 17 mei 1886      | [ 6 ]  |
| Antonius van Baar                           | bahlmannianen     | Eindhoven        | 17 november 1884  | 17 mei 1886      | [ 7 ]  |
| Bernardus Bahlmann                          | bahlmannianen     | Tilburg          | 17 november 1884  | 17 mei 1886      | [ 8 ]  |
| Willem de Beaufort                          | liberalen         | Amsterdam        | 17 november 1884  | 17 mei 1886      | [ 9 ]  |
| Gerard Beelaerts van Blokland               | ARP               | Tiel             | 17 november 1884  | 17 mei 1886      | [ 10 ] |
| Arnoldus van Berckel                        | schaepmannianen   | Delft            | 17 november 1884  | 17 mei 1886      | [ 11 ] |
| Jan van den Biesen                          | schaepmannianen   | Breda            | 21 september 1885 | 17 mei 1886      | [ 12 ] |
| Philippus van Blom                          | liberalen         | Sneek            | 17 november 1884  | 22 oktober 1885  | [ 13 ] |
| Pieter Blussé van Oud-Alblas                | liberalen         | Deventer         | 17 november 1884  | 17 mei 1886      | [ 14 ] |
| Allard van der Borch van Verwolde           | ARP               | Zevenbergen      | 17 november 1884  | 17 mei 1886      | [ 15 ] |
| Ferdinand Borret                            | bahlmannianen     | Tilburg          | 17 november 1884  | 17 mei 1886      | [ 16 ] |
| Willem Brantsen van de Zijp                 | ARP               | Zutphen          | 17 november 1884  | 17 mei 1886      | [ 17 ] |
| Hubert Brouwers                             | bahlmannianen     | Roermond         | 17 november 1884  | 17 mei 1886      | [ 18 ] |
| Jacob de Bruijn Kops                        | liberalen         | Alkmaar          | 24 november 1884  | 17 mei 1886      | [ 19 ] |
| Age Buma                                    | liberalen         | Sneek            | 17 november 1884  | 17 mei 1886      | [ 20 ] |
| Frederik van Bylandt                        | ARP               | Amersfoort       | 17 november 1884  | 17 mei 1886      | [ 21 ] |
| Jean Clercx                                 | bahlmannianen     | Boxmeer          | 17 november 1884  | 17 mei 1886      | [ 22 ] |
| Jan Corver Hooft                            | conservatieven    | Almelo           | 17 november 1884  | 17 mei 1886      | [ 23 ] |
| Jacob Cremer                                | liberalen         | Amsterdam        | 17 november 1884  | 17 mei 1886      | [ 24 ] |
| Eppo Cremers                                | liberalen         | Zuidhorn         | 17 november 1884  | 17 mei 1886      | [ 25 ] |
| Alexander van Dedem                         | ARP               | Zwolle           | 17 november 1884  | 17 mei 1886      | [ 26 ] |
| Willem van Dedem                            | liberalen         | Hoorn            | 17 november 1884  | 17 mei 1886      | [ 27 ] |
| Albertus van Delden                         | liberalen         | Deventer         | 17 november 1884  | 17 mei 1886      | [ 28 ] |
| Justus Dirks                                | liberalen         | Amsterdam        | 17 november 1884  | 17 mei 1886      | [ 29 ] |
| Johannes Donner                             | ARP               | Leiden           | 17 november 1884  | 17 mei 1886      | [ 30 ] |
| Jacob Duyvis                                | liberalen         | Haarlem          | 17 november 1884  | 17 mei 1886      | [ 31 ] |
| Jan Fabius                                  | ARP               | Delft            | 17 november 1884  | 17 mei 1886      | [ 32 ] |
| Warmold van der Feltz                       | liberalen         | Assen            | 17 november 1884  | 17 mei 1886      | [ 33 ] |
| Barthold de Geer van Jutphaas               | ARP               | Gorinchem        | 8 december 1884   | 17 mei 1886      | [ 34 ] |
| Jan van Gennep                              | liberalen         | Rotterdam        | 17 november 1884  | 17 mei 1886      | [ 35 ] |
| Adriaan Gildemeester                        | liberalen         | Amsterdam        | 17 november 1884  | 17 mei 1886      | [ 36 ] |
| Johan Gleichman                             | liberalen         | Amsterdam        | 17 november 1884  | 17 mei 1886      | [ 37 ] |
| Karel Godin de Beaufort                     | ARP               | Gouda            | 17 november 1884  | 17 mei 1886      | [ 38 ] |
| Gerardus Goekoop                            | liberalen         | Brielle          | 17 november 1884  | 17 mei 1886      | [ 39 ] |
| Hendrik Goeman Borgesius                    | liberalen         | Winschoten       | 17 november 1884  | 17 mei 1886      | [ 40 ] |
| Leopold Haffmans                            | bahlmannianen     | Boxmeer          | 17 november 1884  | 17 mei 1886      | [ 41 ] |
| Bernardus Heldt                             | liberalen         | Sneek            | 24 november 1885  | 17 mei 1886      | [ 42 ] |
| Sybrand Hingst                              | liberalen         | Leeuwarden       | 17 november 1884  | 17 mei 1886      | [ 43 ] |
| Pieter 't Hooft                             | ARP               | Middelburg       | 17 november 1884  | 17 mei 1886      | [ 44 ] |
| Samuel van Houten                           | liberalen         | Groningen        | 17 november 1884  | 17 mei 1886      | [ 45 ] |
| Ulrich Huber                                | ARP               | Gouda            | 17 november 1884  | 17 mei 1886      | [ 46 ] |
| Klaas de Jong                               | liberalen         | Hoorn            | 17 november 1884  | 17 mei 1886      | [ 47 ] |
| Willem van der Kaay                         | liberalen         | Alkmaar          | 17 november 1884  | 17 mei 1886      | [ 48 ] |
| Jacob van Kerkwijk                          | liberalen         | Zierikzee        | 17 november 1884  | 17 mei 1886      | [ 49 ] |
| Levinus Keuchenius                          | ARP               | Middelburg       | 17 november 1884  | 17 mei 1886      | [ 50 ] |
| Egbert Kielstra                             | liberalen         | Dokkum           | 17 november 1884  | 17 mei 1886      | [ 51 ] |
| Herman Kist                                 | liberalen         | Amsterdam        | 17 november 1884  | 17 mei 1886      | [ 52 ] |
| Maximilien Kolkman                          | schaepmannianen   | Nijmegen         | 17 november 1884  | 17 mei 1886      | [ 53 ] |
| Jerôme Lambrechts                           | bahlmannianen     | Roermond         | 17 november 1884  | 17 mei 1886      | [ 54 ] |
| Franciscus Lieftinck                        | liberalen         | Leeuwarden       | 17 november 1884  | 17 mei 1886      | [ 55 ] |
| Gijsbertus van der Linden                   | liberalen         | Dordrecht        | 17 november 1884  | 17 mei 1886      | [ 56 ] |
| Æneas Mackay                                | ARP               | Amersfoort       | 17 november 1884  | 17 mei 1886      | [ 57 ] |
| Theodoor Mackay                             | ARP               | Hilversum        | 17 november 1884  | 17 mei 1886      | [ 58 ] |
| Rudolf Mees                                 | liberalen         | Rotterdam        | 17 november 1884  | 17 mei 1886      | [ 59 ] |
| Willem de Meijier                           | liberalen         | Haarlem          | 17 november 1884  | 17 mei 1886      | [ 60 ] |
| Lucas Oldenhuis Gratama                     | liberalen         | Assen            | 17 november 1884  | 20 februari 1886 | [ 61 ] |
| Joannes van Osenbruggen                     | liberalen         | Dordrecht        | 17 november 1884  | 17 mei 1886      | [ 62 ] |
| Jozef Pompe van Meerdervoort                | ARP               | Goes             | 17 november 1884  | 17 mei 1886      | [ 63 ] |
| Sebastiaan de Ranitz                        | liberalen         | Zutphen          | 17 november 1884  | 17 mei 1886      | [ 64 ] |
| Frederic Reekers                            | schaepmannianen   | Haarlemmermeer   | 17 november 1884  | 17 mei 1886      | [ 65 ] |
| Anthonie Reuther                            | bahlmannianen     | Nijmegen         | 17 november 1884  | 17 mei 1886      | [ 66 ] |
| Joan Röell                                  | liberalen         | Utrecht          | 17 november 1884  | 17 mei 1886      | [ 67 ] |
| Willem Rooseboom                            | liberalen         | Arnhem           | 17 november 1884  | 22 mei 1885      | [ 68 ] |
| Willem Rooseboom                            | liberalen         | Arnhem           | 26 juni 1885      | 17 mei 1886      | [ 68 ] |
| Gustave Ruijs de Beerenbrouck               | bahlmannianen     | Maastricht       | 17 november 1884  | 17 mei 1886      | [ 69 ] |
| Derk de Ruiter Zijlker                      | liberalen         | Appingedam       | 17 november 1884  | 17 mei 1886      | [ 70 ] |
| Leonard Ruland                              | bahlmannianen     | Maastricht       | 4 maart 1886      | 17 mei 1886      | [ 71 ] |
| Jan Rutgers van Rozenburg                   | liberalen         | Amsterdam        | 17 november 1884  | 17 mei 1886      | [ 72 ] |
| Alexander de Savornin Lohman                | ARP               | Goes             | 17 november 1884  | 17 mei 1886      | [ 73 ] |
| Herman Schaepman                            | schaepmannianen   | Breda            | 17 november 1884  | 17 mei 1886      | [ 74 ] |
| Jan Schepel                                 | liberalen         | Appingedam       | 17 november 1884  | 17 mei 1886      | [ 75 ] |
| Rutger Schimmelpenninck van Nijenhuis       | conservatieven    | 's-Gravenhage    | 17 november 1884  | 17 mei 1886      | [ 76 ] |
| Jan Schimmelpenninck van der Oye            | ARP               | Utrecht          | 17 november 1884  | 17 mei 1886      | [ 77 ] |
| Pierre van der Schrieck                     | bahlmannianen     | 's-Hertogenbosch | 17 november 1884  | 17 mei 1886      | [ 78 ] |
| Hendrik Seret                               | ARP               | Gorinchem        | 17 november 1884  | 17 mei 1886      | [ 79 ] |
| Philipe van der Sleyden                     | liberalen         | Arnhem           | 17 november 1884  | 17 mei 1886      | [ 80 ] |
| Rutger Sluiter                              | liberalen         | 's-Gravenhage    | 12 mei 1885       | 17 mei 1886      | [ 81 ] |
| Harm Smeenge                                | liberalen         | Assen            | 5 april 1886      | 17 mei 1886      | [ 82 ] |
| Wynandus Straetmans                         | bahlmannianen     | Maastricht       | 17 november 1884  | 15 januari 1886  | [ 83 ] |
| Gijsbert Thomassen à Thuessink van der Hoop | ARP               | Steenwijk        | 17 november 1884  | 17 mei 1886      | [ 84 ] |
| Petrus Vermeulen                            | bahlmannianen     | Eindhoven        | 17 november 1884  | 17 mei 1886      | [ 85 ] |
| Herman Verniers van der Loeff               | liberalen         | Rotterdam        | 17 november 1884  | 17 mei 1886      | [ 86 ] |
| Willem Viruly Verbrugge                     | liberalen         | Rotterdam        | 17 november 1884  | 17 mei 1886      | [ 87 ] |
| Antonius Vos de Wael                        | schaepmannianen   | 's-Hertogenbosch | 17 november 1884  | 17 mei 1886      | [ 88 ] |
| Jan de Vos van Steenwijk                    | liberalen         | Winschoten       | 17 november 1884  | 17 mei 1886      | [ 89 ] |
| Otto van Wassenaer van Catwijck             | ARP               | Leiden           | 17 november 1884  | 17 mei 1886      | [ 90 ] |
| Wilco van Welderen Rengers                  | liberalen         | Dokkum           | 21 september 1885 | 17 mei 1886      | [ 91 ] |
| Willem Wintgens                             | conservatieven    | 's-Gravenhage    | 17 november 1884  | 14 maart 1885    | [ 92 ] |
| Schelte Wybenga                             | liberalen         | Sneek            | 17 november 1884  | 17 mei 1886      | [ 93 ] |

1815-1818 ·
1818-1821 ·
1821-1824 ·
1824-1827 ·
1827-1830 ·
1830-1833 ·
1833-1836 ·
1836-1839 ·
1839-1842 ·
1842-1845 ·
1845-1848 ·
1848-1849 ·
1849-1850 ·
1850-1852 ·
1852-1853 ·
1853-1854 ·
1854-1856 ·
1856-1858 ·
1858-1860 ·
1860-1862 ·
1862-1864 ·
1864-1866 ·
1866 (sep) ·
1866-1868 ·
1868-1869 ·
1869-1871 ·
1871-1873 ·
1873-1875 ·
1875-1877 ·
1877-1879 ·
1879-1881 ·
1881-1883 ·
1883-1884 ·
1884-1886 ·
1886-1887 ·
1887-1888 ·
1888-1891 ·
1891-1894 ·
1894-1897 ·
1897-1901 ·
1901-1905 ·
1905-1909 ·
1909-1913 ·
1913-1917 ·
1917-1918 ·
1918-1922 ·
1922-1925 ·
1925-1929 ·
1929-1933 ·
1933-1937 ·
1937-1946 ·
1946-1948 ·
1948-1952 ·
1952-1956 ·
1956-1959 ·
1959-1963 ·
1963-1967 ·
1967-1971 ·
1971-1972 ·
1972-1977 ·
1977-1981 ·
1981-1982 ·
1982-1986 ·
1986-1989 ·
1989-1994 ·
1994-1998 ·
1998-2002 ·
2002-2003 ·
2003-2006 ·
2006-2010 ·
2010-2012 ·
2012-2017 ·
2017-2021 ·
2021-2023 ·
2023-heden
Overzicht historische zetelverdeling